# Дом слепоглухих в Пучкове
Дом слепоглухих в Пучкове — учебно-реабилитационный центр-комплекс в деревне Пучково в Новой Москве, созданный с целью помощи и поддержки лиц с одновременным нарушением слуха и зрения — слепоглухих.
Основан в 2013 году некоммерческой организацией инвалидов «Общество социальной поддержки слепоглухих „Эльвира“» — старейшей в России организацией помощи слепоглухим людям. Президент общества — Сироткин Сергей Алексеевич, кандидат философских наук, слепоглухой, инвалид I группы по зрению и слуху; исполнительный директор общества «Эльвира» и духовник «Дома слепоглухих» — священник Лев Аршакян.
Слепоглухие люди не живут в «Доме слепоглухих» постоянно, а приезжают на обучение сроком на 1—2 месяца. Подопечные обучаются по четырём основным программам:
- азбука Брайля,
- компьютерная грамотность — с использованием компьютерной приставки Брайля слепоглухой человек может без проблем пользоваться компьютером и мобильными устройствами,
- социальная адаптация — обучение бытовым навыкам, готовке, ориентированию в пространстве и так далее,
- обучение прикладным ремёслам и творчеству.

Кроме этого, в «Доме слепоглухих» инвалиды получают психологическую и духовную помощь, посещают экскурсии и различные культурные мероприятия, проходят программы физического оздоровления.
Действуют мастерские, где трудятся молодые инвалиды по слуху и зрению.
В 2019 году был открыт благотворительный фонд с одноимённым названием «Дом слепоглухих». Кроме социализации, фонд оказывает адресную поддержку нуждающимся инвалидам по слуху и зрению — покупкой лекарств и продуктов, помощь в лечении, юридическую и психологическую поддержку, поиск волонтёров.